# Sylnäbbskolibri
Sylnäbbskolibri (Avocettula recurvirostris) är en fågel i familjen kolibrier.

## Utseende och läte
Sylnäbbskolibrin är en liten kolibri med udda näbb. Hanen verkar mestadels mörkgrön, medan honan är grön ovan och vit under, med ett svart streck nerför bröstets mitt. Näbben är kort, rak och uppåtböjd vid spetsen. 

## Utbredning och systematik
Den placeras som ensam art i släktet Avocettula. Fågeln återfinns i östra Ecuador samt från sydöstra Venezuela till Guyanaregionen och nordcentrala Brasilien. Den behandlas som monotypisk, det vill säga att den inte delas in i några underarter.

## Levnadssätt
Sylnäbbskolibrin är en ovanlig och lokalt förekommande kolibri i torrare miljöer, som savann, skogsbryn och torra områden på stora granitutsprång. Där ses den vanligen kring blommande träd eller sittande på exponerande grenar. Födan består av nektar och insekter som den fångar i flykten, antingen ryttlande eller genom utfall från sittplats.

## Status och hot
Arten har ett stort utbredningsområde, men tros minska i antal, dock inte tillräckligt kraftigt för att den ska betraktas som hotad. Internationella naturvårdsunionen IUCN listar arten som livskraftig (LC).